# Brioude
Brioude (Occitanska Briude)  är en stad och en kommun och ligger i de södra delarna av centrala Frankrike. Det är en sous-préfecture i departementet Haute-Loire i Auvergne-Rhône-Alpes. Kommunen har 6 523 invånare (2022) och ligger vid floden Allier, en av bifloderna till Loire.

## Personer från Brioude
- Monsieur de Sainte-Colombe avled i Brioude år 1688.

## Befolkningsutveckling
Antalet invånare i kommunen Brioude
| Referens: INSEE |